# Blue Collar (Film)
Blue Collar – Kampf am Fließband ist ein Film aus dem Jahr 1978, der sich kritisch mit der Gewerkschaftsarbeit und dem Leben der Arbeiterschaft auseinandersetzt.

## Handlung
Die drei Fließbandarbeiter (Blue Collar) Jerry, Zeke [ziːk] und Smokey sind in einer Automobilfabrik in Detroit/Michigan beschäftigt. Ihr Leben können sie nur finanzieren, indem sie Kredite aufnehmen. Um die Kredite abzahlen zu können, müssen sie zusätzlich zur harten Fließbandarbeit Nebenjobs aufnehmen. Sie sind unzufrieden mit ihren Lebens- und Arbeitsbedingungen, mit ihrer schlechten Behandlung und mit ihrer Gewerkschaft. Das einzige Ziel der Gewerkschaft scheint zu sein, ihren Funktionären Annehmlichkeiten zu verschaffen.
Das schon lange defekte Schloss seines Kleiderspindes nimmt Zeke zum Anlass, um sich beim Gewerkschaftsvorsitzenden Eddie Johnson über den Gewerkschaftsvertreter im Betrieb, Clarence Hill, zu beschweren. Dieser unternehme nur etwas in Angelegenheiten der weißen Beschäftigten, für die schwarzen Arbeiter setze er sich überhaupt nicht ein. Im Gewerkschaftsgebäude bemerkt Zeke einen schwach gesicherten Tresorraum. Während einer Drogenparty schmieden Zeke, Jerry und Smokey die ersten Pläne, um der Gewerkschaft „eines auszuwischen“.
Die finanzielle Situation der drei Männer spitzt sich zu: Jerrys Tochter braucht eine Zahnspange – sie verletzt sich bei dem Versuch, sich selbst eine Zahnspange zu basteln. Zeke hat dem Finanzamt gegenüber sechs statt seine drei Kinder angegeben und einen Nebenjob verschwiegen – er muss 2.500 Dollar nachzahlen. Smokey hat einen Kredithai im Nacken, dem er 1.000 Dollar schuldet.
Die drei Freunde brechen in das Gewerkschaftsgebäude ein. Zeke geht davon aus, 5.000 bis 6.000 Dollar vorzufinden. Tatsächlich erbeuten sie nur 600 Dollar aus der Portokasse sowie ein Notizbuch: die Gewerkschaft verwendet die Mitgliedsbeiträge für illegale Kredite zu Wucherzinsen. Die Gewerkschaft gibt das verschwundene Bargeld gegenüber der Presse zunächst mit 10.000 Dollar an. Nachdem Smokey beschließt, die Gewerkschaft mit der geraubten Liste um genau diesen Betrag zu erpressen, wird der Versicherungsschaden kurzerhand auf 20.000 Dollar erhöht.
Smokey: „Ein Leben lang hetzen sie die Jungen auf. Die Jungen gegen die Alten. Die Schwarzen gegen die Weißen. Sie tun alles, damit wir unterdrückt werden.“
Die Polizei findet die Namen der drei Einbrecher heraus, die Namen gelangen irgendwie an die Gewerkschaft. Deren Boss Eddie Johnson weiß genau, was zu tun ist: Jerry ist Gewerkschaftsmitglied und muss nur unter Druck gesetzt werden. Zeke ist ehrgeizig und wäre gerne Kontrolleur statt einfacher Arbeiter. Smokey war schon zweimal im Gefängnis und ist gefährlich.
Dementsprechend wird Jerry verfolgt und seine Familie bedroht. Zeke wird Gewerkschaftsvertreter anstelle des versetzten Clarence Hill und gibt als Gegenleistung das Notizbuch an die Gewerkschaft zurück. Smokey wird in einer Lackierbox erstickt. Das wird als Arbeitsunfall abgetan, weswegen der Vorarbeiter abgesetzt wird. Zeke bietet Jerry diesen Posten an, wenn die Angelegenheit damit vergessen ist. Jerry lehnt jedoch ab und wendet sich nun an die Polizei.
Als Jerry, von der Polizei begleitet, noch einmal in die Fabrik geht, hat sich Zeke durch seinen neuen Posten als Gewerkschaftsvertreter sowohl in seiner Einstellung als auch, was seine Kleidung angeht, völlig geändert. Die beiden früheren Freunde gehen aufeinander los.

## Kritiken
- TV Spielfilm: „Schraders imponierendes Debüt erzählt eine beklemmende Story über ehrliche Arbeit und Korruption. Die detailreiche Milieustudie gilt als ein Meisterwerk des New-Hollywood-Kinos der 70er. Pryor, das Genie der US-Stand-up-Comedy, glänzt in seiner besten (ernsten) Filmrolle.“[1]
- Kölner Stadtanzeiger: „Mit seinem Regiedebüt «Blue Collar - Kampf am Fließband» schuf Paul Schrader einen schonungslos realistischen Sozialkrimi. Er inszenierte nicht nur, sondern schrieb auch mit seinem Bruder Leonard das Drehbuch. Besonders überzeugend: der 2005 verstorbene Richard Pryor als Zeke Brown, der hier eine der besten Rollen seiner Filmlaufbahn spielte.“[2]
- Lexikon des internationalen Films: „[...]politisch glaubwürdig, nüchtern, brillant inszeniert, fotografiert und gespielt.“[3]